# Parafia św. Mikołaja w Sząbruku
Parafia Świętego Mikołaja w Sząbruku – parafia rzymskokatolicka we wsi Sząbruk, w gminie Gietrzwałd, w powiecie olsztyńskim. Należy do dekanatu Olsztyn III - Gutkowo archidiecezji warmińskiej. Powstała w 1 połowie XIV wieku. Zgodnie ze stanem na luty 2024, proboszczem parafii jest ks. Jerzy Waresiak.